# Roman Inscriptions of Britain
Roman Inscriptions of Britain o RIB és una col·lecció d'epigrafia llatina específica de les inscripcions descobertes al Regne Unit que pertanyen al període de l'antiga Roma. És un important treball de referència per a tots els estudiosos de la Britànnia romana.

## Creació

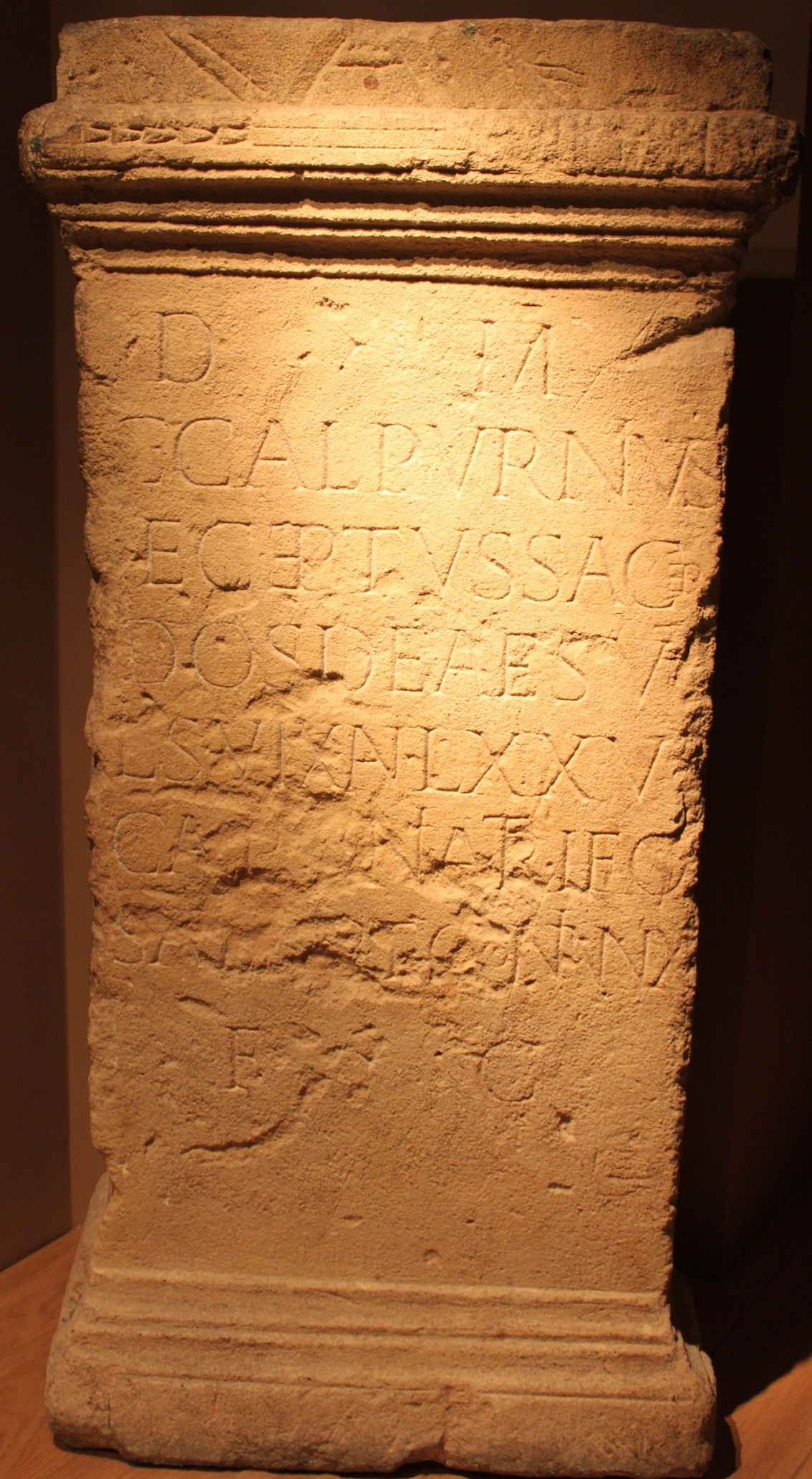
RIB I 155 : Altar amb l'epitafi d'un sacerdot de la deessa Sulis, que va morir als 75 anys. L'altar va ser realitzat per la seva vídua afligida

Creat per Francis J. Haverfield, aquesta col·lecció està gestionada per la Universitat d'Oxford.

## Descripció i volums
La col·lecció té tres volums i els índexs :
- El primer volum Inscriptions on Stone (Inscripcions en pedra) va ser editat per R. G. Collingwood i R. P. Wright el 1965 i reeditat el 1995;
- El segon volum enumera les inscripcions que es troben en objectes domèstics.
- El tercer volum, editat per R.S.O. Tomlin, R.P. Wright i M.W.C. Hassall, és una continuació del primer, que conté totes les inscripcions lapidàries trobades des de la data de tancament del volum I fins al 31 de desembre de 2006.
- Els índexs permeten trobar individus esmentats per les inscripcions d'acord amb una classificació per nomen, cognomen, unitat militar, títol imperial, emperador, cònsol i per teonímia. Aquestes entrades també creuen referències dels índexs existents, en particular el Corpus Inscriptionum Latinarum.

## Notació
La referència és del tipus «RIB» seguit del «número de volum» i «un nombre», com ara «RIB I 155», on «RIB» és l'acrònim de la col·lecció Roman Inscriptions of Britain, «I» es refereix al volum I, i «155» és l'ordinal d'entrada en aquest volum. En aquest cas, el RIB I 155 es refereix a un altar amb la inscripció: D(iis) M(anibus), / G(aius) Calpurnius / [R]eceptus sacer/dos deae Su/lis vix(it) an(nos) LXXV, / Calpurnia Trifo/sa l[iber]t(a) coniunx f(aciendum) / c(uravit)
Aquest tipus de transcripció permet esmentar: 
- les lletres trobades amb precisió;
- els passatges que falten figuren entre els signes « [ » i « ] » ;
- les abreviatures s'escriuen entre parèntesis « ( » i « ) ».